# 費德里科·圖里尼
費德里科·圖里尼（義大利語：Federico Turrini，1987年7月21日—）是意大利的一位游泳運動員，主要擅長混合泳。在2012年奧運會上，他代表意大利參加了男子400米混合泳的比賽。他也參加過地中海運動會、世界游泳錦標賽等賽事。